# Marcel Ondráš
Marcel Ondráš (* 21. September 1985 in Dolná Súča) ist ein slowakischer Fußballspieler. Der Abwehrspieler steht seit Sommer 2013 bei MFK Dubnica unter Vertrag.

## Vereinskarriere
Ondráš spielte in seiner Jugend für MFK Dubnica. Den ersten Profivertrag bekam er auch beim MFK Dubnica, wo er sechs Jahre unter Vertrag stand. Ondráš ist für ein Jahr zum FK LAFC Lučenec ausgeliehen worden. Im Juli 2010 wechselte Ondráš zum MŠK Žilina. Er spielte für MŠK bei einem Spiel in der Qualifikation für die Gruppenphase der UEFA Champions League 2010/11.